# Ундърман Томпсън
Wunderman Thompson е рекламна агенция със седалище Ню Йорк, като се фокусира върху глобални маркетингови комуникации. Има 200 офиса на 90 пазара. Тя е част от международната рекламна група WPP Group ( NYSE: WPP ). Wunderman Thompson е създадена през 2018 г., когато компанията WPP обедини агенциите J. Walter Thompson и Wunderman . 

## История

### Дж. Уолтър Томпсън
J. Walter Thompson е основана през 1864 г. от Джеймс Уолтър Томпсън и води началото си от агенция Carlton & Smith, една от първите известни рекламни агенции в Съединените щати. 
J. Walter Thompson е придобит от WPP през 1987 г. 

### Ундърман
През 1958 г. маркетологът Лестър Ундерман, заедно с брат си Ървинг Ундърман и колегите си Ед Рикота и Хари Клайн, откриват Wunderman, Ricotta & Klein (WRK).  Основателят Лестър Ундърман е смятан за създател на съвременния маркетинг – термин, който той използва за първи път през 1961 г. 
През 2000 г. фирмата става част от WPP за 5,7 милиарда долара.

### Какво се случва след обединяването (2019- до сега)
През 2018 WPP обединява Wunderman с J. Wa;ter Thompson Co. и през първото тримесечие на 2019 се представя с новата идентичност на компанията- Wunderman Thompson. Изпълнителният директор на Wunderman, Мел Едуардс е назначен за глобален главен изпълнителен директор на новото дружество.
През март 2019 г. WPP обедини своите агенции POSSIBLE и Cole & Weber с Wunderman Thompson. 
През декември 2020 г. агенцията стартира глобално проучване на марката, наречено „Вдъхновяващ растеж“, което класира най-вдъхновяващите марки в света. 
През юни 2021 г. Wunderman Thompson печели Innovation Lions Grand Prix на Международния фестивал на креативността Cannes Lions 2021 – 2022 за дезодорант на бранда Rexona Degree.  През септември агенцията разшири глобалното си проучване на марката с изследвания за ролята на вдъхновението в живота на хората. 
През януари 2022 г. Wunderman Thompson стартира метавселена за виртуална реалност на Consumer Electronics Show 2022, показвайки как виртуалните и физическите светове могат да се сближат.  През юли подразделението Wunderman Thompson Health на компанията създава симулатор на едра шарка за производителя на лекарства против тази болест Meridian, за да помогне на правителствата да планират бъдещи епидемии от инфекциозни заболявания. 

## Известни клиенти
Сред едни от най-известните клиенти на компанията са финансовата компания HSBC,  Rolex,  Samsung,  Shell Oil Company,  Морската пехота на САЩ,  Vodafone,  British Telecom,  Unilever  и Nestlé . 

## Забележителни кампании
Някои от забележителните кампании на агенцията включват:
- Слушалките на Bose по време на карантината от Covid-19 [20]
- Социалното дистанциране с Burger King Whopper [21]
- Персонализиращия се режим на играта Fortnite, създаден с Международен комитет на Червения кръст [22]
- „Snap out of it“ и „Have a Bite“ за бонбоните KitKat на Nestlé [23] [24]
- Дезодорант Degree Inclusive за хора с увреждания [18]
- WaterLight, устройство, което преобразува солената вода в електричество [25]
- Съвети за майонеза на Hellmann как да избегнем хранителните отпадъци [26]

Wunderman Thompson публикува глобално проучване на марката, наречено „Вдъхновяващ растеж“, което класира най-вдъхновяващите марки в света, използвайки данни от собствения набор от данни BAV на WPP.  Част от проучването е годишен Inspire Score, базиран на собствен диагностичен инструмент за класиране на 100-те най-вдъхновяващи марки по света.  Проучването включва и изследване на ролята на вдъхновението в живота на хората. 